# Servon-Melzicourt
Servon-Melzicourt ist eine französische Gemeinde mit 89 Einwohnern (Stand: 1. Januar 2022) im Département Marne in der Region Grand Est (vor 2016 Champagne-Ardenne). Sie gehört zum Arrondissement Châlons-en-Champagne (bis 2017: Arrondissement Sainte-Menehould) und zum Kanton Argonne Suippe et Vesle.

## Geografie
Servon-Melzicourt liegt an der Aisne in der Landschaft Argonne, etwa 50 Kilometer westnordwestlich von Verdun. Umgeben wird Servon-Melzicourt von den Nachbargemeinden Condé-lès-Autry im Norden, Binarville im Nordosten, Vienne-le-Château im Osten, Saint-Thomas-en-Argonne im Südosten, Vienne-la-Ville im Süden, Berzieux im Süden und Südwesten, Malmy im Südwesten, Ville-sur-Tourbe im Westen und Südwesten sowie Cernay-en-Dormois im Westen und Nordwesten.

## Bevölkerungsentwicklung
| Jahr                       | 1962 | 1968 | 1975 | 1982 | 1990 | 1999 | 2006 | 2011 | 2018 |
| Einwohner                  | 207  | 157  | 133  | 128  | 110  | 114  | 117  | 117  | 107  |
| Quellen: Cassini und INSEE |      |      |      |      |      |      |      |      |      |

## Sehenswürdigkeiten
- Kirche Saint-Eloi (ehemals Kirche Notre-Dame-de-la-Compassion) aus dem 13. Jahrhundert, im Ersten Weltkrieg zerstört, 1925 wieder errichtet

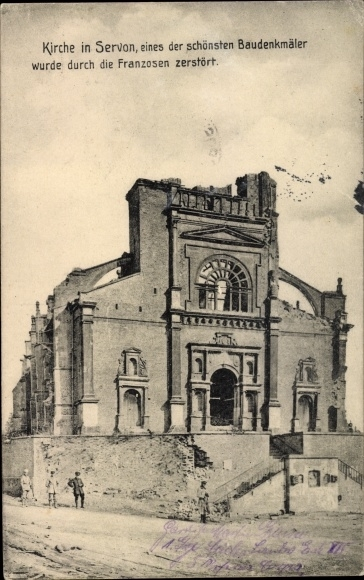
Postkarte der Kirche Notre-Dame-de-la-Compassion aus dem Jahr 1916